# Boghammar Magnum
Boghammar Magnum är en båtmodell från Boghammar Marin. Båten bygger på ett skrov designat av den amerikanska båtkonstruktören Don Aronow. På 1960-talet inhandlade Tage Boghammar rättigheter för Don Aronows skrov under namnet Boghammar Maltese Magnum.